# Vĩnh Liễn
Đoan Tuệ Hoàng thái tử (chữ Hán: 端慧皇太子; 9 tháng 8, năm 1730 – 23 tháng 11, năm 1738), Ái Tân Giác La, là vị Hoàng tử thứ 2 của Thanh Cao Tông Càn Long Đế.
Vì có thân phận Đích trưởng tử, Vĩnh Liễn được Càn Long Đế thập phần thương yêu. Theo tự thuật của Càn Long Đế, vào ngay năm Càn Long nguyên niên (1736), Vĩnh Liễn đã được bí mật chọn làm Trữ quân.

## Cuộc đời
Hoàng tử Vĩnh Liễn sinh vào giờ Thân, ngày 26 tháng 6 (âm lịch) vào năm Ung Chính thứ 8 (1730), là con trai thứ 2 của Thanh Cao Tông và là con trai đầu của Hiếu Hiền Thuần Hoàng hậu. Ông là anh ruột của Cố Luân Hòa Kính công chúa và Triết Thân vương Vĩnh Tông.
Là một Hoàng tử sáng dạ, Vĩnh Liễn rất được Càn Long Đế yêu quý, cái tên Vĩnh Liễn của Hoàng tử là do đích thân Thanh Thế Tông Ung Chính Đế ban cho, hàm ý "Kế thừa tông khí". Theo tự nhận của Càn Long Đế, thì vào năm Càn Long nguyên niên (1736) đã bí mật chỉ định Vĩnh Liễn làm Hoàng thái tử kế vị. Tuy được Càn Long Đế yêu thương và kì vọng, Hoàng tử Vĩnh Liễn lại "ngẫu nhiên mắc phong hàn", sau đó chết yểu vào giờ Tỵ, ngày 12 tháng 10 (âm lịch) năm Càn Long thứ 3 (1738). Khi ấy Vĩnh Liễn mới lên 8 tuổi. 
Càn Long Đế rất đau buồn trước sự ra đi của Đích tử, dụ rằng:
| “                                       | 永璉乃皇后所生，朕之嫡子，聰明貴重，氣宇不凡。皇考命名，隱示承宗器之意。朕御極後，恪守成式，親書密旨，召諸大臣藏於乾清宮“正大光明”榜後，是雖未冊立，已命為皇太子矣。今既薨逝，一切典禮用皇太子儀注行。 . Vĩnh Liễn là do Hoàng hậu sở sinh, là Đích tử của Trẫm, thông minh quý trọng, khí vũ bất phàm. Hoàng khảo đặt tên cho nó, hàm ý kế thừa tông khí. Trẫm sau khi ngự cực (ý là lên ngôi), tuân thủ nghiêm ngặt thành thức, thân thư mật chỉ, triệu chư đại thần giấu ở sau biển Chính Đại Quang Minh ở Càn Thanh cung, dù chưa sắc lập, nhưng đã được chọn là Hoàng thái tử rồi. Nay đã hoăng thệ, hết thảy tang lễ và nghi cụ đều dùng hình thức dành cho Hoàng thái tử. | ” |
| — Lời dụ tang lễ cho Hoàng tử Vĩnh Liễn | |   |

Sau đó, Hoàng tử Vĩnh Liễn được ban thụy hiệu là Đoan Tuệ Hoàng thái tử (端慧皇太子), là vị Thái tử duy nhất được truy phong của nhà Thanh. Lễ tang của Hoàng thái tử hết sức long trọng, Hoàng đế còn ra ý chỉ úy kị chữ "Liễn" trong tên của Thái tử, khi tang lễ diễn ra thì đích thân Càn Long Đế nhiều lần đến tế rượu.

## Lăng tẩm
Năm Càn Long thứ 8 (1743), ngày 11 tháng 12, kim quan của Đoan Tuệ Hoàng thái tử chính thức được đưa vào khuôn viên lăng tẩm riêng của mình, đó là Đoan Tuệ Hoàng thái tử viên tẩm (端慧皇太子园寝), thuộc Chu Hoa sơn (朱华山) ở Mãn tộc hương, vùng Kế Châu, Thiên Tân. 
Trong số 12 tòa lăng của Hoàng đế, 7 tòa của Hoàng hậu và vô số viên tẩm của thành viên Hoàng gia nhà Thanh, chỉ có duy nhất một lăng tẩm dành cho Hoàng thái tử, chính là Đoan Tuệ Hoàng thái tử viên tẩm. Khi xác định xây viên tẩm cho Thái tử, Càn Long Đế huy động hơn 3000 lượng bạc trắng để xây dựng viên tẩm khang trang cho vị Thái tử yểu mệnh của ông. Trong các viên tẩm dành cho Hoàng tử nhà Thanh, thì viên tẩm của Đoan Tuệ Hoàng thái tử được đánh giá là quy mô hoàn thiện và cao cấp nhất. Bên cạnh đó, việc tế ở viên tẩm của Đoan Tuệ Hoàng thái tử cũng được Càn Long Đế ưu ái, vì lăng của Đế - Hậu vào những ngày tết Thanh Minh, tết Trung nguyên, Đông chí đều khâm mệnh vương đại thần thân đến tế, còn các viên tẩm của bất kì người nào khác đều không được vượt. Tuy nhiên, Càn Long Đế lại đặc biệt dùng tất cả nghi lễ tế viên lăng cho viên tẩm của Đoan Tuệ Hoàng thái tử, cho thấy sự sủng ái vượt bậc mà Càn Long dành cho con trai xấu số.
Đặc biệt, khi Gia Khánh Đế được lập làm Hoàng thái tử, tiến hành kế thừa đại thống, Càn Long Thái Thượng hoàng đã bắt Tân đế phải hành lễ trước mộ của Đoan Tuệ Hoàng thái tử, dùng lý do là: "Đoan Tuệ Hoàng thái tử khi trước đã được bí mật lập làm Trữ quân, đã có danh phận, rất xứng đáng được (Tân đế) hành lễ quỳ khấu, nhưng không được dùng tư cách em trai bái tế anh lớn" (端慧皇太子先曾密立。已有名分，应行叩跪之礼，非因以弟拜兄). Sự việc này được ghi lại trong Thực lục, cũng ghi chép vào điển lễ của Thanh triều.